# Syrrhopodon texanus
Syrrhopodon texanus är en bladmossart som beskrevs av Sullivant 1856. Syrrhopodon texanus ingår i släktet Syrrhopodon och familjen Calymperaceae. Inga underarter finns listade i Catalogue of Life.